# Андрузский, Георгий Львович
Георгий (Юрий) Львович Андрузский (укр. Андрузький Георгій Левович; 26 мая [7 июня] 1827, Вечорки, Полтавская губерния — неизвестно, Российская империя) — украинский общественно-политический деятель, учёный, поэт, член Кирилло-Мефодиевского братства.

## Биография
Родился 26 мая (7 июня) 1827 года в селе Вечорки Сасиновской волости Пирятинского уезда Полтавской губернии в дворянской семье отставного майора.
После обучения в шляхетском пансионе Первой Киевской гимназии, в 1845 году, поступил на юридический факультет Киевского университета.
Состоял в радикальном крыле Кирилло-Мефодиевского братства, своим идейным учителем считал Т. Г. Шевченко, с которым познакомился в Киеве в 1846 году. Занимался политико-правовыми вопросами, написал в 1846—1847 годах два проекта Конституции: в них его взгляды эволюционировали от ограничения до смены монархической формы правления в России. Предлагал создать федерацию славянских народов со столицей в Киеве — Славянские Соединенные Штаты (без России).  Во время ареста 30 марта 1847 года оба его труда были изъяты и приложены к делу.
Высланный под надзор полиции в Казань, закончил там курс Казанского университета. Затем, с 1848 года, служил канцеляристом в Петрозаводске. После проведенного у него в 1850 году обыска, при котором были найдены рукописи «преступного содержания», Андрузский был отправлен в Соловецкий монастырь, откуда освобожден в 1854 году из-за начавшейся Крымской войны: он отличился во время нападения на монастырь англо-французской эскадры в июле 1854 года. Георгий Львович отличился храбростью и в награду за это был освобожден с испытательным сроком.
Жил и работал в Архангельске (1854—1857), потом его сестра выхлопатала ему разрешение вернуться на родину: здесь он работал урядником полтавской судебной палаты. В 1864 году его фамилия упоминалась в связи со снятием надзора полиции.
Дата и место смерти Г. Л. Андрузского неизвестны.